# Un papà da prima pagina
Un papà da prima pagina (Madman of the People) è una serie televisiva statunitense in 16 episodi trasmessi per la prima volta nel corso di una sola stagione dal 1994 al 1995.
È una sitcom incentrata sulle vicende familiari e professionali di Jack "Madman" Buckner, editorialista di un quotidiano senza peli sulla lingua che scrive da 30 anni una nota rubrica, Madman of the People. Tra altri personaggi la figlia di Buckner, Meg, che diventa la direttrice del giornale.
Anche se inizialmente la serie, trasmessa sulla NBC, aveva visto pareri favorevoli da parte della critica ed era stata un successo di pubblico, piazzandosi al 12º posto nella classifica degli ascolti, fu annullata dopo una sola stagione.

## Personaggi e interpreti
- Jack 'Madman' Buckner (16 episodi, 1994-1995), interpretato da Dabney Coleman.
- Meg Buckner (16 episodi, 1994-1995), interpretata da Cynthia Gibb.
È la figlia di Jack.
- Dylan Buckner (16 episodi, 1994-1995), interpretato da John Ales.
È il figlio ventiquattrenne di Jack.
- Sasha Danziger (16 episodi, 1994-1995), interpretata da Amy Aquino.
È l'assistente di Jack.
- B.J. Cooper (16 episodi, 1994-1995), interpretato da Craig Bierko.
È un reporter e fidanzato di Meg.
- Delia Buckner (16 episodi, 1994-1995), interpretata da Concetta Tomei.
È la moglie di Jack.

### Guest star
Tra le guest star: Nita Talbot, Perry Anzilotti, Mark Tymchyshyn, Irene Forrest, Jeff Maynard, Paula Korologos, Cecil Hoffmann, William Utay, Elsa Raven, Bonnie Urseth, Bruce E. Morrow, Robert Starr, Keith Barber, Philip Baker Hall, Bridger Sienna, Mike Finneran, Eugene Roche, Peter Van Norden, Tom Gallop, Ashley Gardner, John Scott Clough, Loren Freeman, Merrick Deamon.

## Produzione
La serie, ideata da Chris Cluess e Stu Kreisman, fu prodotta da Spelling Television.

### Registi
Tra i registi sono accreditati:
- Philip Charles MacKenzie in 7 episodi (1994-1995)
- Jim Drake in 4 episodi (1994-1995)
- John Ratzenberger in 3 episodi (1994)
- James Burrows in 2 episodi (1994)

### Sceneggiatori
Tra gli sceneggiatori sono accreditati:
- Chris Cluess in 4 episodi (1994-1995)
- Pamela Eells in 2 episodi (1994)
- Bill Fuller in 2 episodi (1994)
- Sally Lapiduss in 2 episodi (1994)
- Jim Pond in 2 episodi (1994)

## Distribuzione
La serie fu trasmessa negli Stati Uniti dal 22 settembre 1994 al 17 giugno 1995 sulla rete televisiva NBC. In Italia è stata trasmessa su Canale 5 con il titolo Un papà da prima pagina.
Alcune delle uscite internazionali sono state:
- negli Stati Uniti il 22 settembre 1994 (Madman of the People)
- in Francia l'11 maggio 2001 (Madman of the People)
- in Italia (Un papà da prima pagina)

## Episodi
| Stagione       | Episodi | Prima TV USA |
| -------------- | ------- | ------------ |
| Prima stagione | 16      | 1994-1995    |